# Karambola
Karambola, poznata i kao zvjezdasto voće, plod je stabla Averrhoa carambola, vrste porijeklom iz tropske jugoistočne Azije. Jestiv plod ima prepoznatljive grebene koji se spuštaju niz njegove strane (obično 5 – 6). Kada se prereže u presjeku, podsjeća na zvijezdu, što mu daje ime zvjezdasto voće. Cijelo voće je jestivo, obično sirovo, i može se kuhati ili od njega napraviti zakuske, konzerve, ukrase i sokove. Obično se konzumira u jugoistočnoj Aziji, južnoj Aziji, južnom Pacifiku, Mikroneziji, dijelovima istočne Azije, Sjedinjenim Državama, dijelovima Latinske Amerike i na Karibima. Drvo se uzgaja u tropskim područjima svijeta.
Plodovi karambole sadrže oksalnu kiselinu i neurotoksin karamboksin. Konzumacija velikih količina voća, posebno za osobe s nekim vrstama bolesti bubrega, može dovesti do ozbiljnih štetnih učinaka na zdravlje.
Središte raznolikosti i izvorni areal Averrhoa carambola je tropska jugoistočna Azija, gdje se uzgaja stoljećima. Na Indijski potkontinent i Šri Lanku donijeli su ga austronezijski trgovci, zajedno s drevnim austronezijskim kultigenima kao što su langsat, noni i santol. I dalje su česti na tim područjima te u istočnoj Aziji i diljem Oceanije te pacifičkih otoka. Komercijalno se uzgajaju u Indiji, jugoistočnoj Aziji, južnoj Kini, Tajvanu i jugu Sjedinjenih Država. Također se uzgajaju u Srednjoj Americi, Južnoj Americi i američkim državama Hawaii, na Karibima i dijelovima Afrike. Uzgajaju se kao ukrasne biljke. Smatra se da postoji rizik da karambola postane invazivna vrsta u mnogim regijama svijeta.

## Opis
Drvo karambole ima kratko deblo s mnogo grana, koje dosežu do 9 metara visine. Listovi su mu listopadni, dugački 15 – 25  cm, s 5 – 11 jajolikih listića srednje zelene boje. Cvjetovi su lila boje s ljubičastim prugama.
Upadljivi plodovi imaju tanak, voštani perikarp, narančasto-žutu koru i hrskavo, žuto meso sa sokom kada sazriju. Plod je dug između 5 i 15  cm i ovalnog je oblika. Obično ima pet ili šest istaknutih uzdužnih grebena. U presjeku podsjeća na zvijezdu. Meso je prozirno i svijetložute do žute boje. Svaki plod može imati otprilike 10 do 12 pljosnatih svijetlosmeđih sjemenki. Nakon što se izvade iz ploda, gube vitalnost u roku od nekoliko dana.
Kao i srodni bilimbi, postoje dvije glavne vrste karambole: mala, kisela (ili trpka) vrsta i veća, slatka vrsta. Kisele sorte sadrže veću količinuoksalne kiseline od slatke vrste. Posljednjih godina razvijen je niz kultivara. Najčešći kultivari koji se komercijalno uzgajaju uključuju slatke vrste "Arkin" (Florida), "Yang Tao" (Tajvan), "Ma fueng" (Tajland), "Maha" (Malezija) i "Demak" (Indonezija) i kisele vrste "Golden Star", "Newcomb", "Star King" i "Thayer" (svi iz Floride). Neke od kiselih sorti poput "Zlatne zvijezde" mogu postati slatke ako dođu do sazrijevanja.

### Narodna imena
Karambola je poznata pod mnogim imenima u regijama uzgoja, uključujući khế u Vijetnamu, balimbing na Filipinima, belimbing u Indoneziji i Maleziji, ma fen u Kini, kamaranga u Indiji i karambolo u zemljama španjolskog govornog područja.
Cijeli je plod jestiv, uključujući blago voštanu koru. Meso je hrskavo, čvrsto i izuzetno sočno. Ne sadrži vlakna i ima konzistenciju sličnu grožđu. Karambole je najbolje konzumirati nedugo nakon što sazriju, kada poprime žutu boju sa svijetlozelenom nijansom ili tek nakon što svi tragovi zelene nestanu. Također će imati smeđe brazde na rubovima i biti će čvrste. Plodovi ubrani dok su još blago zeleni požutjet će u skladištenju na sobnoj temperaturi, ali neće povećati sadržaj šećera. Prezrela karambola će biti žuta sa smeđim mrljama i može postati blažeg okusa i vlažnije konzistencije.
Zrele slatke karambole su slatke, ali rijetko imaju više od 4 % šećera. Imaju opor, kiselkasti okus i miris oksalne kiseline. Okus se opisuje kao mješavina jabuke, kruške, grožđa i voća iz porodice rutovki. Nezrelo zvjezdasto voće je čvršće i kiselije, a ima okus zelene jabuke.
Zrele karambole također se mogu koristiti u kuhanju. U jugoistočnoj Aziji obično se pirjaju u klinčićima i šećeru, ponekad s jabukama. U Kini se kuhaju s ribom. U Australiji se mogu kuhati kao povrće, kiseliti ili raditi džemovi. Na Jamajci se ponekad suše.
Nezrele i kisele karambole mogu se miješati s drugim nasjeckanim začinima kako bi se napravile australske užitke. Na Filipinima se nezrele karambole jedu umočene u kamenu sol. U Tajlandu se kuhaju zajedno sa škampima.
Sok od karambola koristi se i za ledena pića, posebno sok od kiselih sorti. Na Filipinima se mogu koristiti kao začin. U Indiji se sok puni u boce za piće.

### Prehrana
Sirova karambola sastoji se od 91 % vode, 7 % ugljikohidrata, 1 % bjelančevina i zanemarivo malo masti (tablica). Referentna količina od 100 grama sirovog voća sadrži 128 kilodžula (31 kilokalorija) prehrambene energije i bogat sadržaj vitamina C (41 % dnevne vrijednosti), bez drugih mikronutrijenata u značajnom sadržaju.

## Zdravstveni rizici
Karambole sadrže karamboksin i oksalnu kiselinu. Obje tvari štetne su za osobe koje pate od zatajenja bubrega, bubrežnih kamenaca ili osobe na dijalizi.[nedostaje izvor] Osoba sa zatajenjem bubrega konzumacijom može izazvati štucanje, povraćanje, mučninu, mentalnu zbunjenost, a ponekad i smrt. Karamboksin je neurotoksin koji je strukturno sličan fenilalaninu i glutamatergički je agonist.

### Interakcije lijekova
Kao i grejp, karambola se smatra snažnim inhibitorom sedam izoformi citokroma P450. Ovi enzimi su značajni u eliminaciji mnogih lijekova u prvom prolazu, pa stoga konzumacija karambole ili njenog soka u kombinaciji s određenim lijekovima na recept može značajno povećati njihovu učinkovitu dozu u tijelu.

## Uzgoj
Karambola je tropsko i suptropsko voće koje se može uzgajati na visinama do 1200 metara. Preferira punu izloženost suncu, ali zahtijeva dovoljno vlage i godišnju količinu oborina od najmanje 1800  mm. Ne preferira određenu vrstu tla, ali će uspijevati u ilovači i zahtijeva dobru drenažu. Umjereno navodnjavanje podržava njegov rast tijekom sušnih sezona. Obilne kiše mogu spriječiti proizvodnju voća.
Karambola se sadi najmanje 6 metara jedna od druge i obično se gnoje tri puta godišnje. Drvo brzo raste i obično daje plod u dobi od četiri ili pet godina. Velika količina kiše tijekom proljeća zapravo smanjuje količinu plodova, ali u idealnim uvjetima karambola može dati od 90 to 180 kilograma ploda godišnje. Stablo karambole cvate tijekom cijele godine, s glavnim sezonama plodonošenja od travnja do lipnja i listopada do prosinca u Maleziji, na primjer, ali plodonošenje se događa i u drugim razdobljima na nekim drugim mjestima, poput južne Floride.
Rast i reakcija lišća stabala sorte "Arkin" (Averrhoa carambola L.) uzgojenih u kontejnerima na dugotrajnu izloženost sunčevoj svjetlosti od 25 %, 50 % ili 100 % pokazala je da sjenčanje povećava duljinu rahisa i površinu liska, smanjuje debljinu liska i proizvodi horizontalniju orijentaciju grana.
Glavni su štetnici karambola vinske mušice, voćni moljci, mravi i ptice. Usjevi su također osjetljivi na mraz.
Najveći proizvođači karambole na svjetskom tržištu su Australija, Gvajana, Indija, Izrael, Malezija, Filipini, Tajvan i Sjedinjene Američke Države. Malezija je globalni predvodnik u proizvodnji zvjezdanog voća po količini i isporučuje proizvod u Aziju i Europu. Međutim, zbog zabrinutosti oko štetočina i patogena, cijeli zvjezdasti plodovi još se ne mogu uvoziti u SAD iz Malezije prema trenutnim propisima Ministarstva poljoprivrede Sjedinjenih Država. U Sjedinjenim Državama karambole se uzgajaju u tropskim i polutropskim područjima, uključujući dijelove Floride i Havaja.
U Sjedinjenim Državama, komercijalni uzgoj i široko prihvaćanje voća od strane potrošača datiraju tek od 1970-ih, što se može pripisati Morrisu Arkinu, hortikulturalistu u dvorištu, u Coral Gablesu, Florida. Sorta "Arkin" predstavljala je 98 % površina u južnoj Floridi početkom 21. stoljeća. 

## U popularnoj kulturi
Drveće se također uzgaja kao ukrasno bilje zbog obilnih plodova jarkih boja i neobičnog oblika, kao i zbog atraktivnog tamnozelenog lišća i cvjetova boje lavande do ružičaste boje.
Poput bilimbija, sok kiselijih vrsta može se koristiti za čišćenje zahrđalog ili potamnjelog metala (osobito mesinga), kao i za izbjeljivanje mrlja od hrđe na tkanini. Također se mogu koristiti kao sredstvo za jetkanje u bojenju.
Poljoprivredna video igra Stardew Valley omogućuje igraču uzgoj karambole pod nazivom starfruit. Oni su najvrjedniji usjev u igri. Ikona u igrici pogrešno prikazuje plod koji nalikuje stvarnom presjeku, a samu biljku kao usjev za jednu žetvu umjesto stabla.
Filipinska riječ za zvjezdano voće, balimbing, zbog svog je oblika dobila značenje prevrtljivca u filipinskom političkom diskursu, nekoga tko mijenja političke lojalnosti ne iz principa, već zbog vlastitog interesa.